# 城南バイパス
城南バイパス（じょうなんバイパス）は、熊本県熊本市南区を通る国道266号のバイパス道路である。

## 概要
全線片側1車線で、制限速度は50 km/h。

### 路線データ
- 起点：熊本県熊本市南区城南町東阿高（東阿高交差点）
- 終点：熊本県熊本市南区城南町今吉野（今吉野交差点）
- 総延長：3.5 km

## 歴史
- 1991年（平成3年）3月11日 全線開通[1]。開通当初は熊本県道147号松橋熊本線（一部は熊本県道32号小川嘉島線重複[要出典]）のバイパスであった。
- 1993年（平成5年）4月1日 国道266号が熊本市まで追加指定されたため、国道に昇格[2]。
- なお、熊本市と城南町が合併協議を行っていた2008年 - 2009年頃にかけて、片側2車線化も検討されていたようだが、具体化していない[要出典]。

## 路線状況

### 道路施設

#### 橋梁
- 火の君橋：1989年竣工[注釈 1]。浜戸川にかかり、隈庄地区（下宮地）と豊田地区（阿高）をつなぐ。

## 地理

### 通過する自治体
- 熊本市（南区）

### 交差する道路
| 交差する道路                        | 交差する場所 | 交差する場所        |
| ----------------------------------- | ------------ | ------------------- |
| 国道266号                           | 城南町東阿高 | 東阿高交差点 / 起点 |
| 熊本県道38号宇土甲佐線 重複区間起点 | 城南町東阿高 |                     |
| 熊本県道38号宇土甲佐線 重複区間終点 | 城南町阿高   | 城南町阿高交差点    |
| 熊本県道240号今吉野甲佐線           | 城南町今吉野 |                     |
| 国道266号                           | 城南町今吉野 | 今吉野交差点 / 終点 |

### 沿線
- 熊本県警察 熊本南警察署城南交番（下宮地） - 2018年3月までは宇城署管轄だった[3]。
- 熊本市立城南図書館・城南児童館・火の君文化センター（舞原）
- アイシン九州本社（アイシンの子会社、舞原）
- さんさん城南 - 分譲地・ニュータウン（さんさん1 - 3丁目）
- 熊本市消防局 南消防署城南出張所-2016年に塚原からバイパス沿いへ移転してきたもの[4]（さんさん1丁目）

東阿高地区から下宮地地区にかけての沿線にはスーパーマーケットや診療所、酒屋や飲食店、コンビニエンスストアなどがある。

## ギャラリー

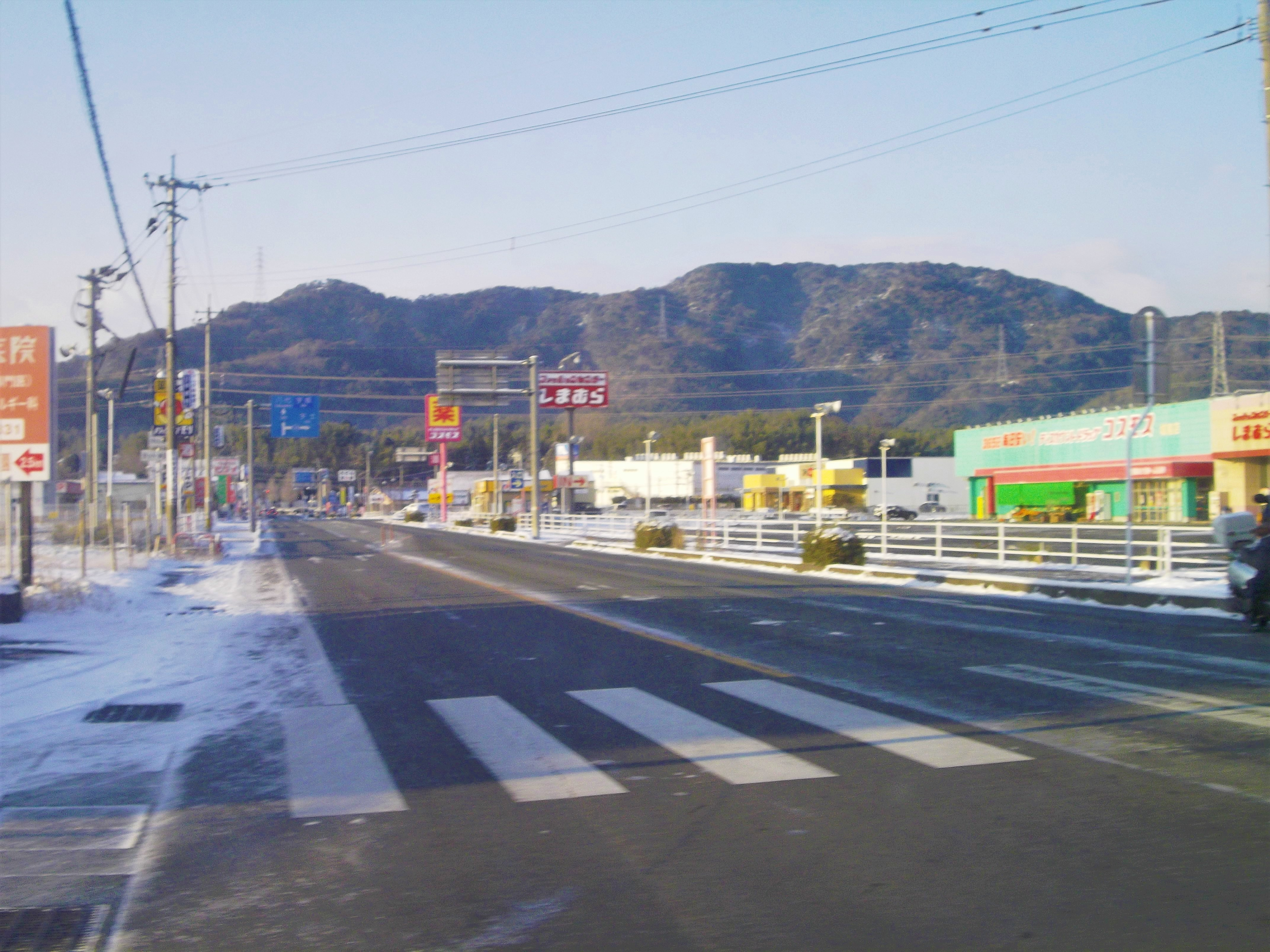
阿高交差点から南側（松橋方面）を望む（2016年）
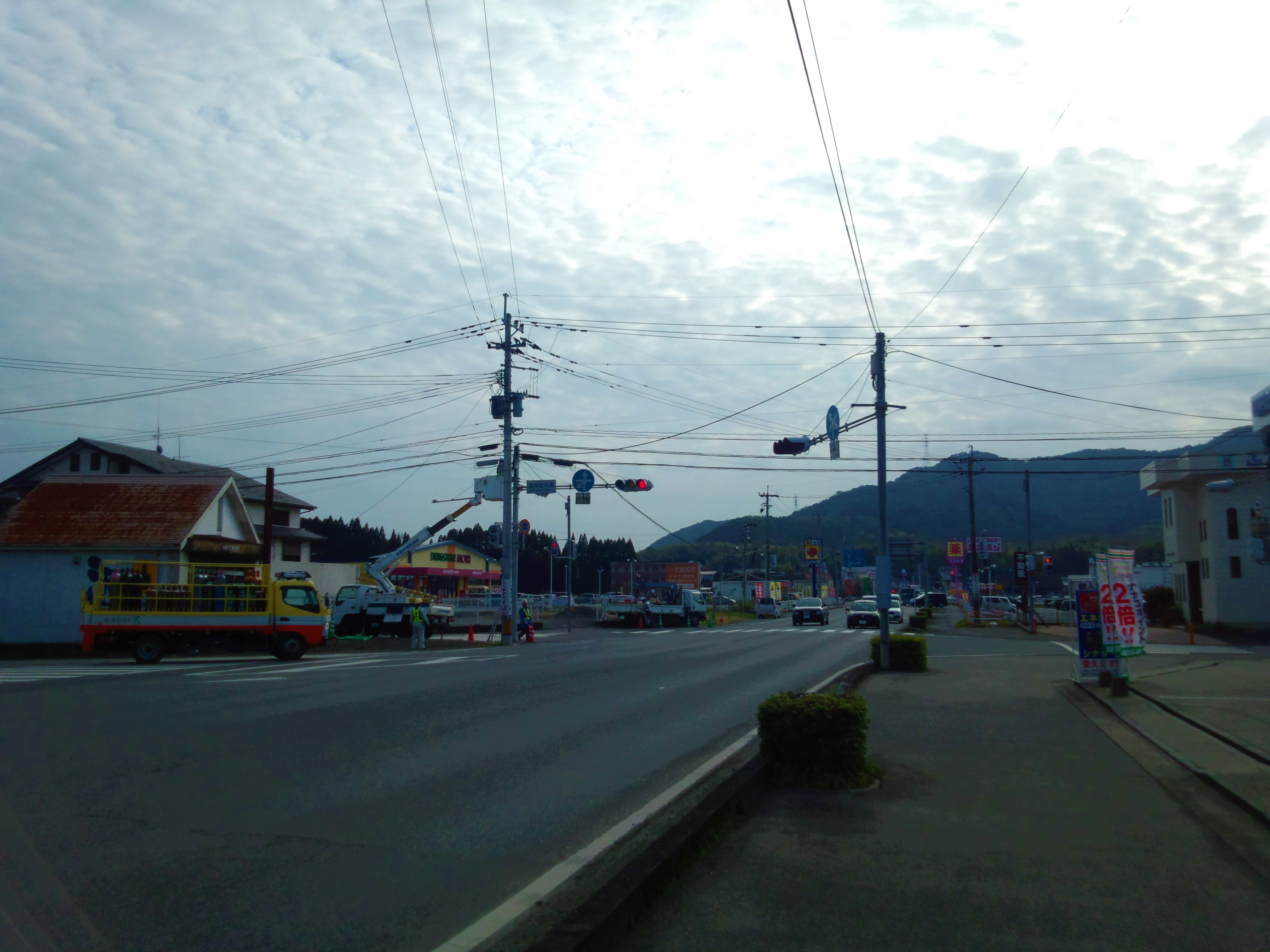
阿高交差点から南側（松橋方面）を望む（2019年）
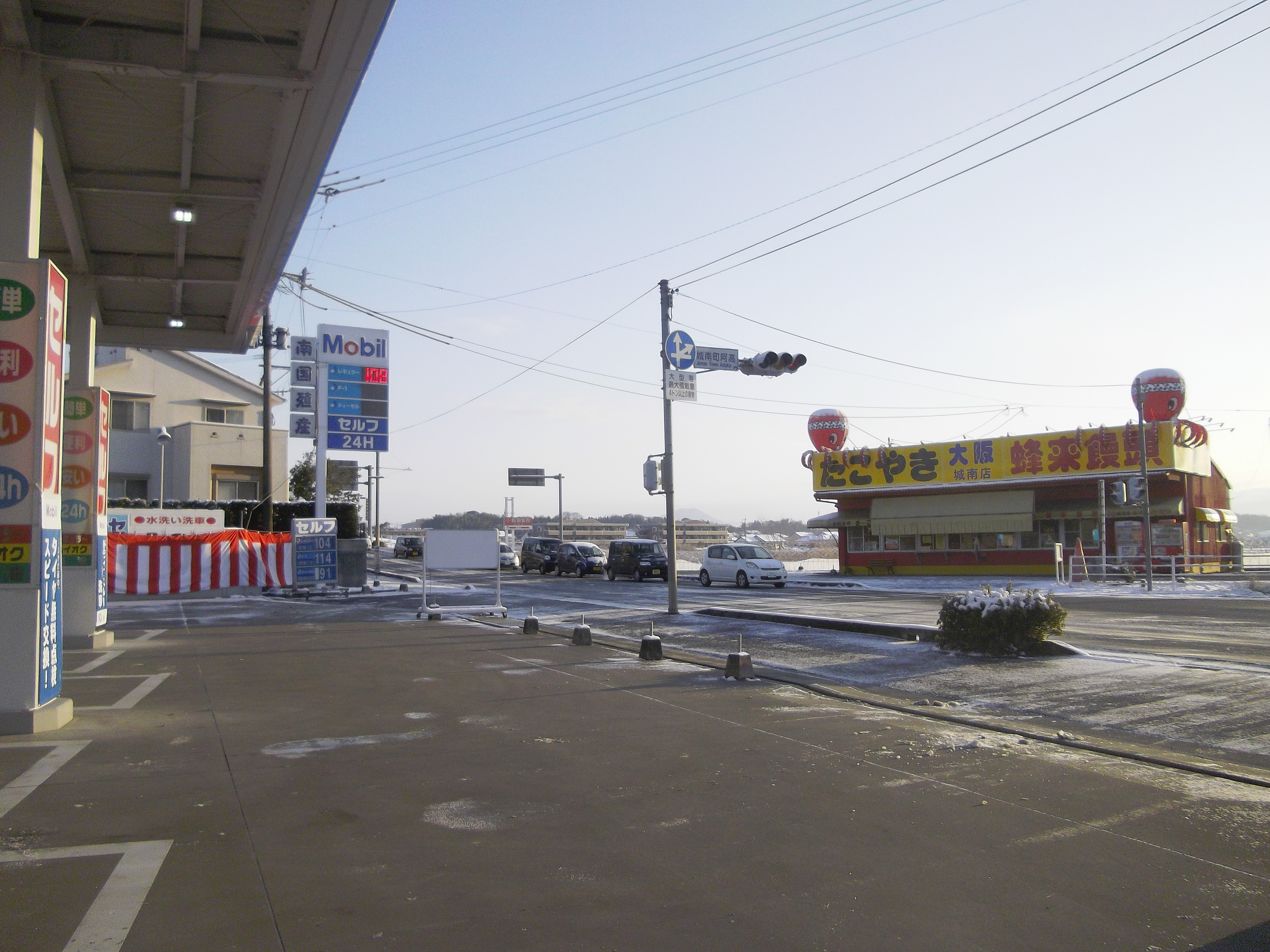
阿高交差点から北側（嘉島方面）を望む（2016年）
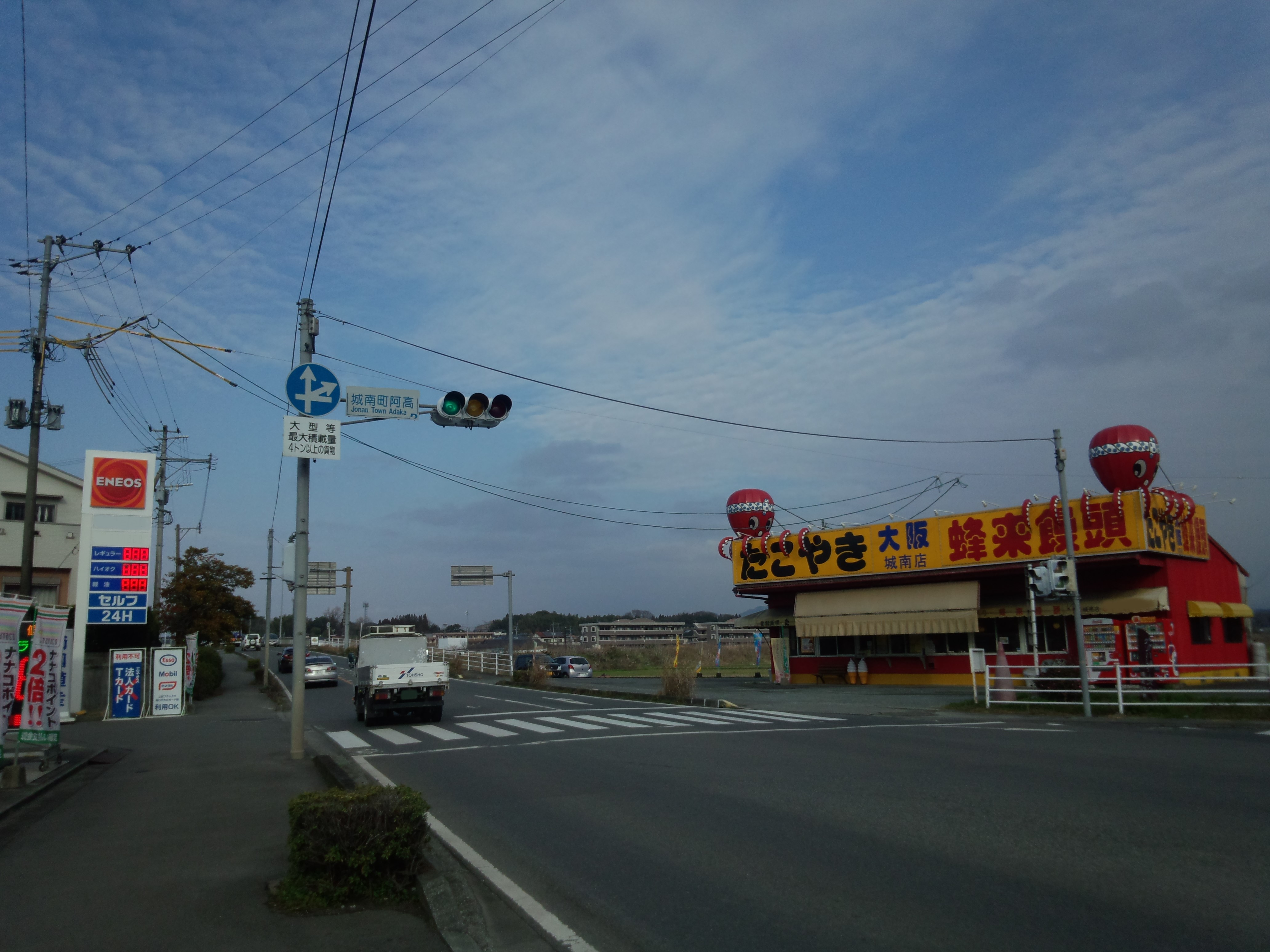
阿高交差点から北側（嘉島方面）を望む（2019年）
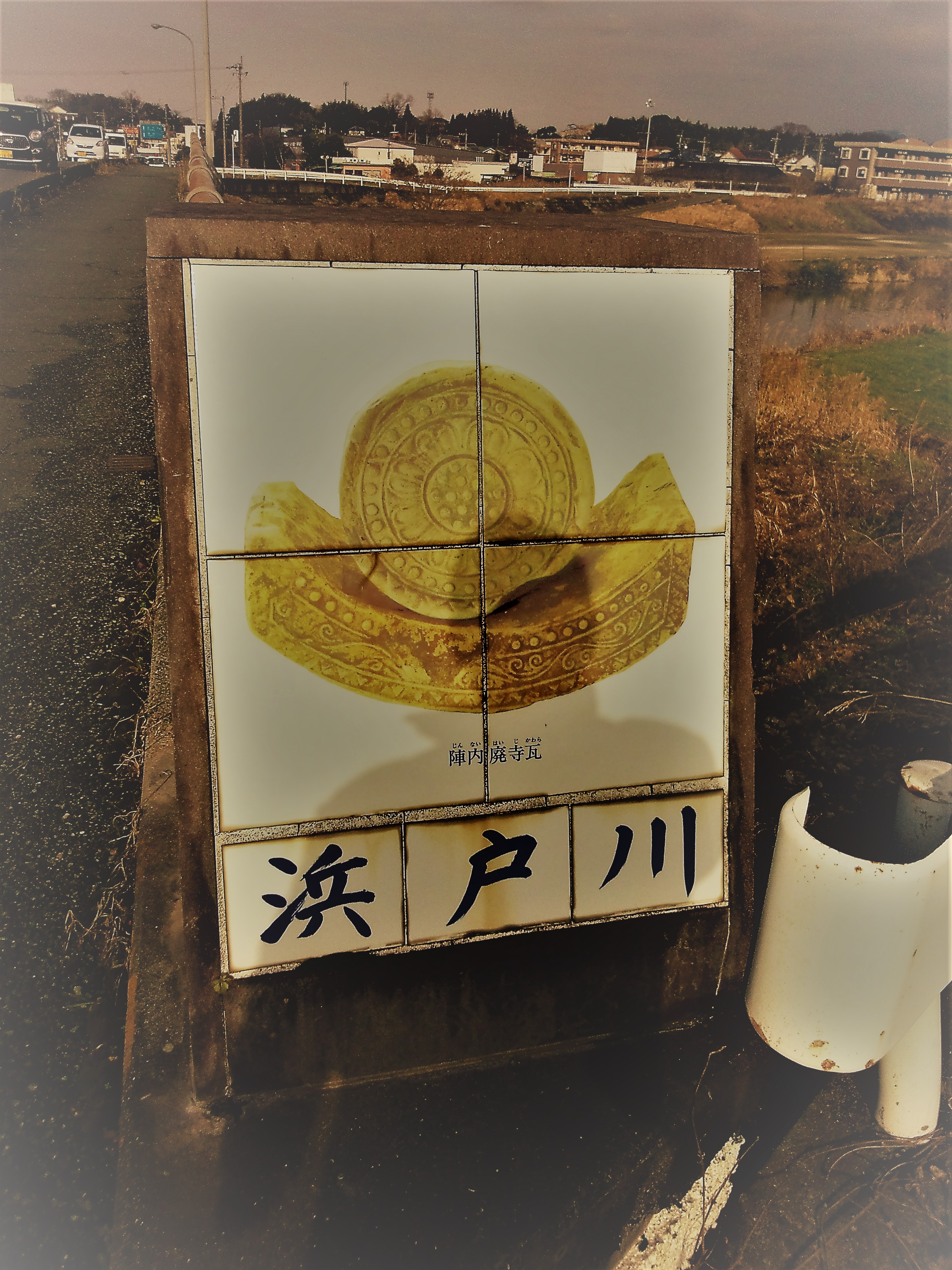
火の君橋欄干レリーフ（下り線松橋方の陣内廃寺瓦、2019年）
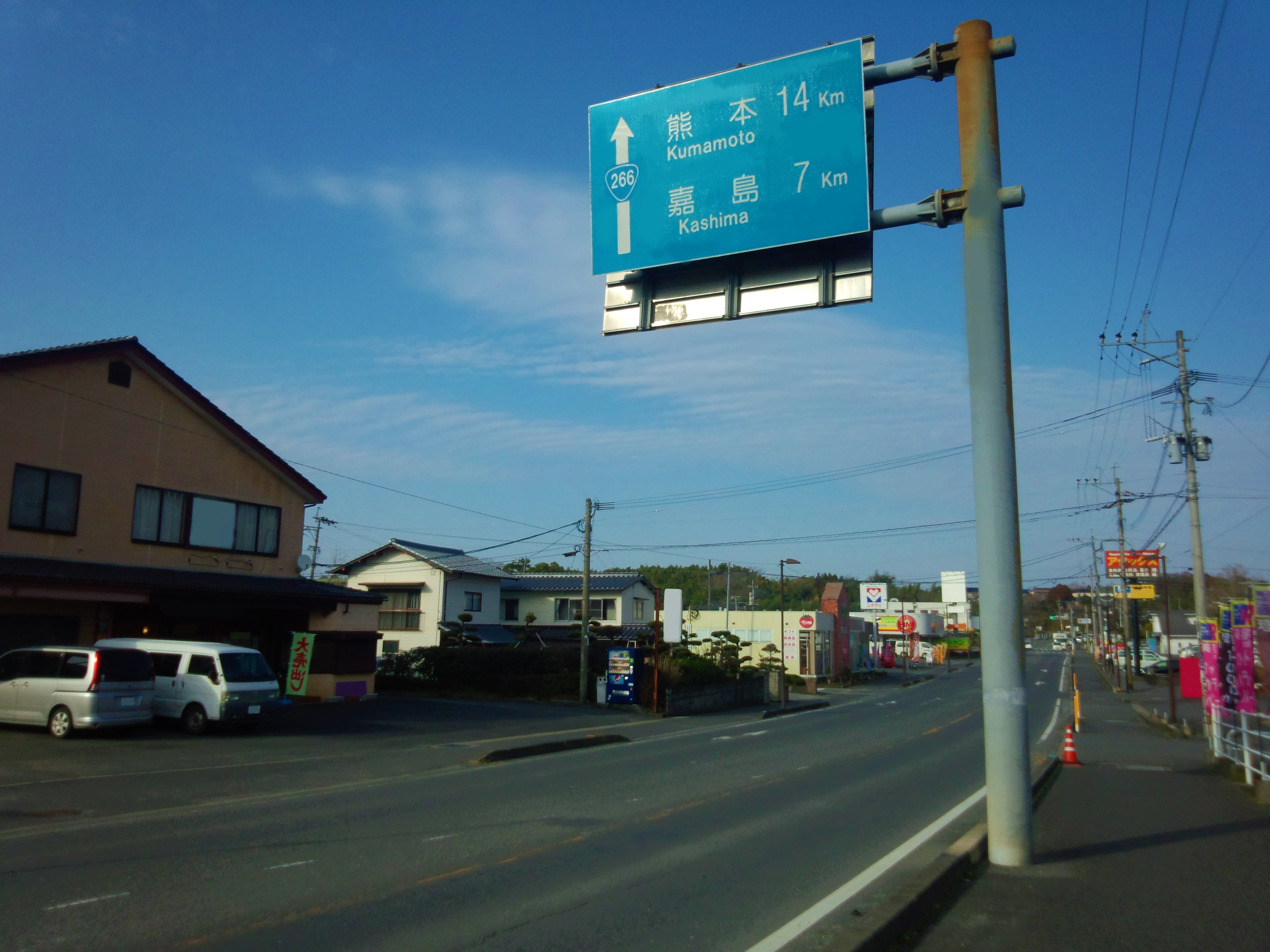
下宮地・火の君橋北端付近から北側（嘉島方面）を望む（2019年）
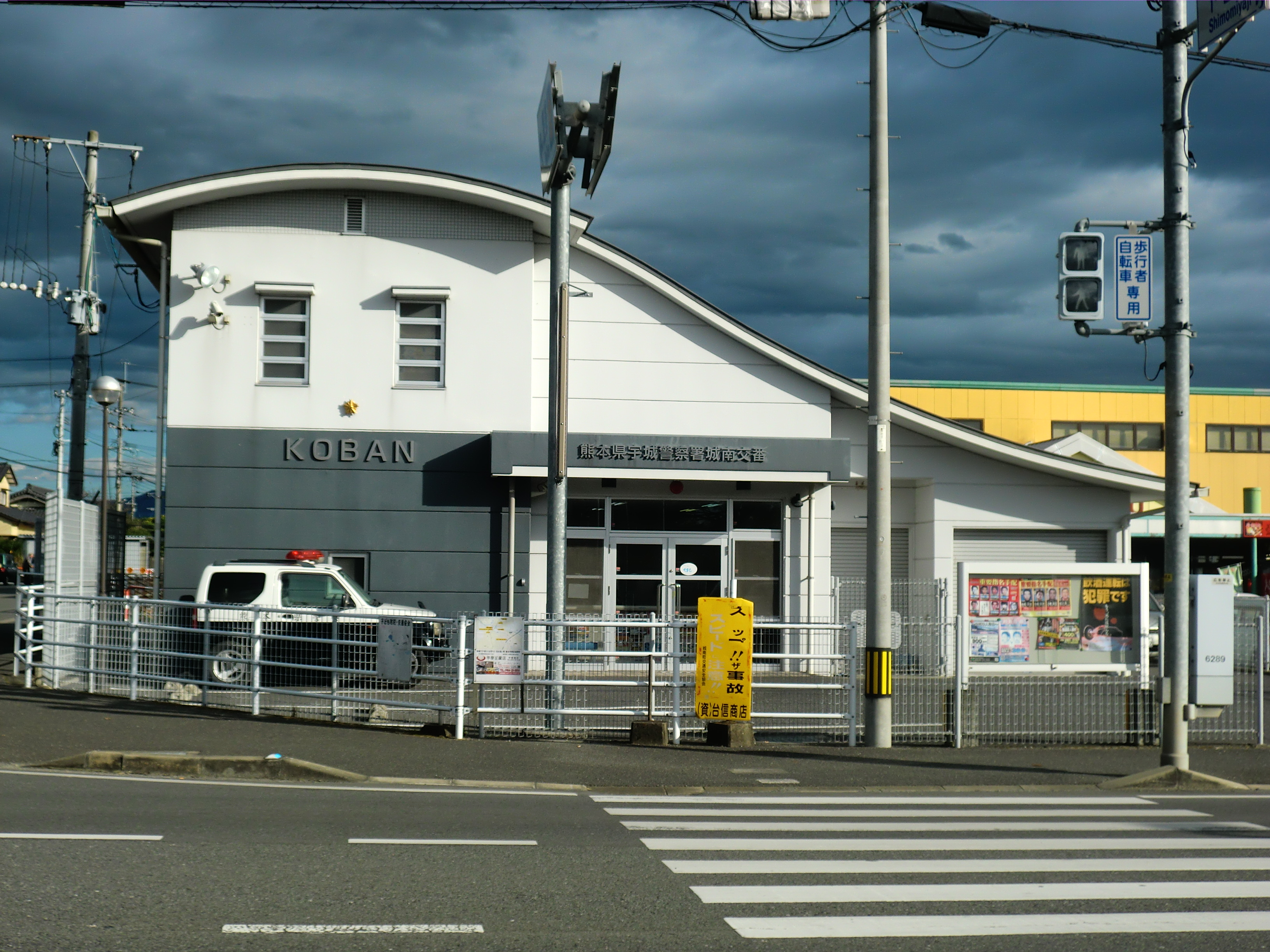
城南交番（2015年）
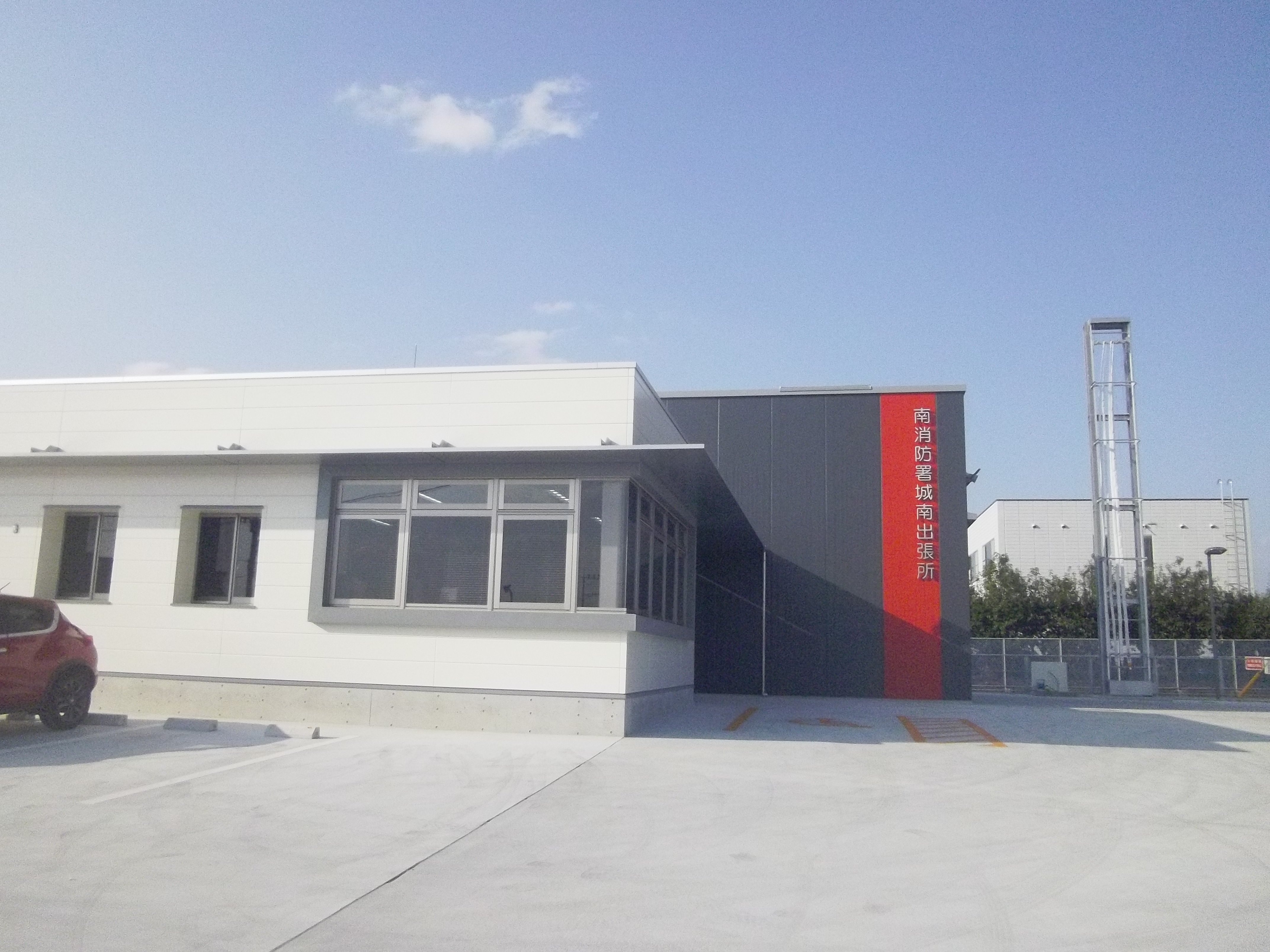
熊本市消防局南消防署 城南出張所（2016年）